# Liste alphabétique des espèces du genre Trichomanes

Cette liste alphabétique comporte toutes les espèces appartenant ou ayant appartenu au genre Trichomanes répertoriées en octobre 2010.
- Haut – A
- B
- C
- D
- E
- F
- G
- H
- I
- J
- K
- L
- M
- N
- O
- P
- Q
- R
- S
- T
- U
- V
- W
- X
- Y
- Z

Les espèces maintenues dans le genre Trichomanes sont repérées en caractère gras ; leur sous-genre d'appartenance est ajouté aussi en gras.
Les données sont issues en premier de la révision taxonomique de la famille des Hyménophyllacées de Ebihara et al. ainsi que des index IPNI (The International Plant Names Index) et TROPICOS (Index du jardin botanique du Missouri) à la date de référence d'octobre 2010. En cas d'ambiguïté, les informations de l'ouvrage de Carl Christensen, Index filicum - 1906, ont été utilisées.
Les synonymies ont été supprimées ici : pour les retrouver, voir l'espèce concernée de l'article Trichomanes.

## A
- Trichomanes abrotanifolium Bosch - Voir genre Vandenboschia (reclassement suggéré)
- Trichomanes abruptum (Fée) Christ - Subgen. : Trichomanes
- Trichomanes accedens C.Presl - Subgen. : Trichomanes
  - Trichomanes accedens var. procerum (Fée) Domin - Voir Hymenophyllum subgen. Sphaerocionium
  - Trichomanes accedens var. trinitense (Domin) Domin - Subgen. : Trichomanes
- Trichomanes achilleifolium Bory - Voir Abrodictyum stylosum (Poir.) J.P.Roux
- Trichomanes acranthum H.Ito - Voir Cephalomanes acranthum (H.Ito) Tagawa
- Trichomanes acrocarpon Fée - Voir Didymoglossum krausii (Hook. & Grev.) C.Presl
- Trichomanes acrosorum Copel. - Voir Cephalomanes acrosorum (Copel.) Copel.
- Trichomanes aculeatum Sw. - Voir Odontosoria fumarioides (Sw.) J.Sm.
- Trichomanes aculeatum J.Sm. - Voir Hymenophyllum aculeatum (J.Sm.) Racib.
- Trichomanes acutilobum Ching - Voir Crepidomanes racemulosum (Bosch) Ching
- Trichomanes acuto-obtusum Hayata - Voir Crepidomanes acuto-obtusum (Hayata) K. Iwats.
- Trichomanes acutum C.Presl - Voir Hymenophyllum acutum (C.Presl) Ebihara & K.Iwats.
- Trichomanes adianthinum Bory - Voir Didymoglossum cuspidatum (Willd.) Ebihara & Dubuisson
- Trichomanes adianthoides L. - Voir Asplenium adiantoides  (L.) C.Chr.
- Trichomanes adscendens Kunze - Subgen. : Indéterminé
- Trichomanes aerugineum Bosch - Voir Didymoglossum erosum (Willd.) J.P.Roux
- Trichomanes aeruginosum Poir. - Voir Hymenophyllum aeruginosum (Poir.) Desv.
- Trichomanes aethiopicum Burm.f. - Voir Asplenium aethiopicum  (Burm.f.) Bech.
- Trichomanes africanum Christ - Voir Crepidomanes africanum (Christ) Ebihara & Dubuisson
- Trichomanes agasthianum (C.A.Hameed & Madhus.) Madhus. - Voir Crepidomanes agasthianum C.A.Hameed & Madhus.
- Trichomanes alagense Christ - Voir genre Crepidomanes subg.Crepidomanes section Gonocormus
- Trichomanes alatum Hook. - Voir Vandenboschia radicans (Sw.) Copel.
- Trichomanes alatum Bory - Voir Cephalomanes boryanum (Kunze) Bosch. Homonyme de Trichomanes alatum Sw, renommé en Trichomanes boryanum Kunze.
- Trichomanes alatum Sw. - Subgen. : Trichomanes
  - Trichomanes alatum subsp. delicatum (Bosch) Domin - Subgen. : Trichomanes
  - Trichomanes alatum subsp. eualatum (Fée) Domin -
  - Trichomanes alatum subvar. latealatum Domin - Subgen. : Trichomanes
  - Trichomanes alatum subvar. margaritae Domin - Subgen. : Trichomanes
  - Trichomanes alatum var. attenuatum (Hook.) Bonap. - Voir Trichomanes attenuatum Hook.
  - Trichomanes alatum var. depauperatum Domin - Subgen. : Trichomanes
  - Trichomanes alatum var. ptilodes (Bosch) Domin - Subgen. : Trichomanes
  - Trichomanes alatum var. radicatulum Jenman - Subgen. : Trichomanes
  - Trichomanes alatum var. svartzianum Domin - Subgen. : Trichomanes
- Trichomanes album Blume - Voir Hymenophyllum pallidum (Blume) Ebihara & K.Iwats.
- Trichomanes alchemillifolium Telfair ex Wall. - Voir Abrodictyum stylosum (Poir.) J.P.Roux
- Trichomanes alternans Carrière - Voir genre Polyphlebium Espèce non répertoriée par l'index Tropicos et C.V.Morton
- Trichomanes amabile Nakai - Voir Vandenboschia amabilis (Nakai) K.Iwats.
- Trichomanes amazonicum Christ - Subgen. : Trichomanes
- Trichomanes ambiguum Mart. - Voir Polyphlebium pyxidiferum (L.) Ebihara & Dubuisson
- Trichomanes ambongoense Bonap. - Voir Crepidomanes mannii (Hook.) J.P.Roux
- Trichomanes ampliatum Mett. - Voir Hymenophyllum digitatum (Sw.) Fosberg
- Trichomanes anadromum Rosenst. - Subgen. : Trichomanes
- Trichomanes anceps Hook. - Subgen. : Davalliopsis
- Trichomanes anceps Wall. - Voir Vandenboschia anceps (Wall.) Subh.Chandra & S.Kaur
- Trichomanes andrewsii Newm. - Voir Vandenboschia radicans (Sw.) Copel.
- Trichomanes angustatum Carmich. - Voir Polyphlebium angustatum (Carmich.) Ebihara & Dubuisson 
  - Trichomanes angustatum var. subexsertum (Bosch) C.Chr. - Voir Polyphlebium angustatum (Carmich.) Ebihara & Dubuisson
- Trichomanes angustifrons (Fée) Wess.Boer - Voir Didymoglossum angustifrons Fée
- Trichomanes angustilaciniatum Bonap. - Voir Crepidomanes mannii (Hook.) J.P.Roux
- Trichomanes angustimarginatum Bonap. - Voir Abrodictyum angustimarginatum (Bonap.) J.P.Roux
- Trichomanes angustissimum C.Presl - Voir Polyphlebium capillaceum (L.) Ebihara & Dubuisson
- Trichomanes ankersii C.Parker ex Hook. & Grev. - Subgen. : Lacostea
  - Trichomanes ankersii var. tanaicum (J.W.Sturm) Sadeb. - Voir Trichomanes tanaicum J.W.Sturm
- Trichomanes anomalum Maxon & C.V.Morton - Subgen. : Trichomanes
- Trichomanes antillarum Bosch - Voir Vandenboschia radicans (Sw.) Copel. (variété)
- Trichomanes aphlebioides Christ - Voir Crepidomanes aphlebioides (Christ) I.M.Turner - Renommage de l'homonyme : Trichomanes tenuissimum Christ
- Trichomanes apicilare E.Fourn. - Voir Crepidomanes subg.Crepidomanes section Crepidium sp.
- Trichomanes apiifolium C.Presl - Voir Callistopteris apiifolia (C.Presl) Copel.
- Trichomanes apodum Hook. & Grev. - Voir Didymoglossum hymenoides (Hedw.) Copel.
- Trichomanes arbuscula Desv. - Subgen. : Trichomanes
- Trichomanes armstrongii Baker - Voir Hymenophyllum armstongii (Baker) Kirk
- Trichomanes asae-grayi Bosch - Voir Abrodictyum asae-grayi (Bosch) Ebihara & K.Iwats.
- Trichomanes asnykii Racib. - Voir genre Crepidomanes subg.Crepidomanes section Crepidomanes
- Trichomanes asplenioides Sw. - Voir Hymenophyllum asplenioides (Sw.) Sw.
- Trichomanes assimile Mett. - Voir genre Crepidomanes subg.Crepidomanes section Gonocormus
- Trichomanes astylum Kaulf. - Subgen. : Trichomanes
- Trichomanes atrovirens (C.Presl) Kunze - Voir Cephalomanes atrovirens C.Presl
- Trichomanes attenuatum Hook. - Subgen. : Trichomanes
- Trichomanes auratum Fée - Subgen. : Trichomanes
- Trichomanes aureovestitum Proctor - Subgen. : Trichomanes
- Trichomanes aureum Bosch - Voir genre Polyphlebium
- Trichomanes auriculatum Blume - Voir Vandenboschia auriculata (Blume) Copel.
- Trichomanes australicum Copel. - Voir Cephalomanes boryanum (Kunze) Bosch
- Trichomanes axillare (Sw.) Poir. - Voir Hymenophyllum axillare Sw.
- Trichomanes axillare Sodiro - Voir genre Polyphlebium
  - Trichomanes axillare var. helicoideum Sodiro - Voir genre Polyphlebium

## B
- Trichomanes badium E.Fourn. - Subgen. : Trichomanes
- Trichomanes baileyanum Watts - Voir Didymoglossum sublimbatum (Müll.Berol.) Ebihara & K.Iwats.
- Trichomanes baldwinii (D.C.Eaton) Copel. - Voir Callistopteris baldwinii (D.C.Eaton) Copel
- Trichomanes ballardianum Alston - Voir Didymoglossum ballardianum (Alston) J.P.Roux
- Trichomanes bancroftii Hook. & Grev. - Voir Trichomanes arbuscula Desv.
  - Trichomanes bancroftii var. holopterum (Kunze) Christ - Voir Trichomanes holopterum Kunze
- Trichomanes barklyanum Hook. ex Baker - Voir Didymoglossum barklyanum (Hook. ex Baker) J.P.Roux
- Trichomanes barnardianum F.M.Bailey - Voir Crepidomanes barnardianum (F.M.Bailey) Tindale
- Trichomanes batrachoglossum Copel. - Voir Abrodictyum guineense (Afzel. ex Sw.) J.P.Roux
- Trichomanes bauerianum Endl. - Voir Callistopteris baueriana (Endl.) Copel.
- Trichomanes beccarianum Ces. - Voir Didymoglossum beccarianum (Ces.) Senterre & Rouhan
- Trichomanes beckeri H.Krause ex Phil. - Voir Hymenophyllum tortuosum Hook. & Grev. var. beckeri (H.Krause ex Phil.) Espinosa
- Trichomanes belangeri Bory - Voir Vandenboschia auriculata (Blume) Copel.
- Trichomanes benlii (Pic.Serm.) Benl - Voir Didymoglossum benlii (Pic.Serm.) J.P.Roux
- Trichomanes bicorne Hook. - Subgen. : Trichomanes
- Trichomanes bifidum Vent. ex Willd. - Voir Abrodictyum rigidum (Sw.) Ebihara & Dubuisson
- Trichomanes bifidum C.Presl - Voir Abrodictyum idoneum (C.V.Morton) Ebihara & Dubuisson
- Trichomanes bifolium Blume - Voir Crepidomanes minutum (Blume) K.Iwats.
- Trichomanes bilabiatum Nees & Blume - Voir Crepidomanes bilabiatum (Nees & Blume) Copel.
- Trichomanes bilingue Hook. - Voir Crepidomanes bilabiatum (Nees & Blume) Copel.
- Trichomanes bilobatum Alderw. - Voir Crepidomanes bilobatum (Alderw.) Copel.
- Trichomanes bimarginatum (Bosch) Bosch - Voir Didymoglossum bimarginatum (Bosch) Ebihara & K.Iwats.
- Trichomanes bipunctatum Poir. - Voir Crepidomanes bipunctatum (Poir.) Copel. 
  - Trichomanes bipunctatum var. insigne (Bosch) Bedd. - Voir Trichomanes insigne Bosch
  - Trichomanes bipunctatum var. latealatum (Bosch) Alderw. - Voir Crepidomanes latealatum (Bosch) Copel.
  - Trichomanes bipunctatum var. plicatum (Bosch) Bedd. - Voir Crepidomanes plicatum (Bosch) Ching
  - Trichomanes bipunctatum var. venulosa Rosenst. - Voir Crepidomanes bipunctatum var. venulosum (Rosenst.) Croxall
- Trichomanes birmanicum Bedd. - Voir Vandenboschia birmanica (Bedd.) Ching
- Trichomanes bissei C.Sánchez - Subgen. : Trichomanes
- Trichomanes bivalve G.Forst. - Voir Hymenophyllum bivalve (G.Forst.) Sw.
- Trichomanes blepharistomum Copel. - Voir Crepidomanes thysanostomum (Makino) Ebihara & K.Iwats.
- Trichomanes blumei Hassk. - Voir Hymenophyllum digitatum (Sw.) Fosberg
- Trichomanes boivinii Bosch - Subgen. : Indéterminé
- Trichomanes bojeri Hook. & Grev. - Voir Didymoglossum cuspidatum (Willd.) Ebihara & Dubuisson
- Trichomanes bonapartei C.Chr. - Voir Crepidomanes bonapartei (C.Chr.) J.P.Roux
- Trichomanes bonincola Nakai - Voir Crepidomanes minutum (Blume) K.Iwats.
- Trichomanes boninense Koidz. - Voir Crepidomanes boninense (Koidz.) Tagawa
- Trichomanes borbonicum Bosch - Voir Polyphlebium borbonicum (Bosch) Ebihara & Dubuisson
- Trichomanes borneense Alderw. - Voir Cephalomanes javanicum (Blume) K.Iwats.
- Trichomanes boryanum Kunze - Voir Cephalomanes atrovirens subsp. boryanum (Kunze) K.Iwats. Renommage de l'homonyme Trichomanes alatum Bory
- Trichomanes boschianum J.W.Sturm - Voir Vandenboschia boschiana (J.W.Sturm) Ebihara & K.Iwats.
- Trichomanes botryoides Kaulf. - Subgen. : Feea
- Trichomanes brachyblastos Mett. ex Kuhn - Voir genre Vandenboschia
- Trichomanes brachypus Kunze - Voir Trichomanes pedicellatum Desv.
  - Trichomanes brachypus var. tanaicum (J.W.Sturm) Hook. & Baker - Voir Trichomanes tanaicum J.W.Sturm
- Trichomanes bradei Christ - Voir  Polyphlebium diaphanum (Kunth) Ebihara & Dubuisson
- Trichomanes brasiliense Desv. - Voir Polyphlebium pyxidiferum (L.) Ebihara & Dubuisson
- Trichomanes braunii Bosch - Voir Hymenophyllum pallidum (Blume) Ebihara & K.Iwats.
- Trichomanes brevipes (C.Presl) Baker - Voir Crepidomanes brevipes (C.Presl) Copel.
- Trichomanes brevisetum R.Br. - Voir Vandenboschia radicans (Sw.) Copel.
- Trichomanes brooksii Copel. - Voir genre Crepidomanes subgen. Crepidomanes section Gonocormus
- Trichomanes bryoides Goldm. - Subgen. : Indéterminé
- Trichomanes bucinatum Mickel & Beitel - Voir genre Didymoglossum subgen. Didymoglossum

## C
- Trichomanes caespifrons C.Chr. - Voir genre Abrodictyum
- Trichomanes caespitosum (Gaudich.) Hook. - Voir Hymenophyllum caespitosum Gaudich. 
  - Trichomanes caespitosum var. elongatum Hook. - Voir Hymenophyllum caespitosum Gaudich.
- Trichomanes caliginum Lellinger - Subgen. : Trichomanes
- Trichomanes caluffii C.Sánchez - Voir genre Didymoglossum
- Trichomanes calvescens Bosch - Voir Hymenophyllum digitatum (Sw.) Fosberg
- Trichomanes calyculatum (Copel.) C.V.Morton - Voir Callistopteris calyculata Copel.
- Trichomanes campanulatum Roxb. - Voir Crepidomanes campanulatum (Roxb.) Panigrahi & Sarn.Singh
- Trichomanes canariense L. - Voir Davallia canariensis (L.) Sm. (Davalliacée)
- Trichomanes capillaceum L. - Voir Polyphlebium capillaceum (L.) Ebihara & Dubuisson 
  - Trichomanes capillaceum var. cocos (Christ) L.D.Gómez - Voir Polyphlebium capillaceum (L.) Ebihara & Dubuisson
  - Trichomanes capillaceum var. subclavatum Christ - Voir Polyphlebium capillaceum (L.) Ebihara & Dubuisson
- Trichomanes capillatum Taschner - Voir Crepidomanes bipunctatum (Poir.) Copel.
- Trichomanes carolianum Vareschi - Subgen. : Lacostea
- Trichomanes cartilagineum Vieill. & Pancher - Voir Abrodictyum dentatum (Bosch) Ebihara & K.Iwats.
- Trichomanes caruifolium Roxb. - Voir Vandenboschia sp ?
- Trichomanes caudatum Brack. - Voir Abrodictyum caudatum (Brack.) Ebihara & K.Iwats.
- Trichomanes cavifolium Müll.Berol. - Voir Polyphlebium pyxidiferum (L.) Ebihara & Dubuisson
- Trichomanes cellulosum Klotzsch - Voir Abrodictyum cellulosum (Klotzsch) Ebihara & Dubuisson
- Trichomanes chaerophylloides Poir. - Voir Davallia chaerophylloides (Poir.) Steud.
- Trichomanes chamaedrys Taton - Voir Didymoglossum chamaedrys (Taton) J.P.Roux
- Trichomanes chevalieri Christ - Voir Crepidomanes chevalieri (Christ) Ebihara & Dubuisson
- Trichomanes chinense L. - Voir Sphenomeris chinensis (L.) Maxon
- Trichomanes christii Copel. - Voir Crepidomanes christii (Copel.) Copel.
- Trichomanes ciliatum Sw. - Voir Hymenophyllum ciliatum (Sw.) Sw.,
- Trichomanes clarenceanum F.Ballard - Voir Crepidomanes clarenceanum (F.Ballard) Pic.Serm.
- Trichomanes clathratum Tagawa - Voir Abrodictyum clathratum (Tagawa) Ebihara & K.Iwats.
- Trichomanes clavatum Sw. - Voir Hymenophyllum polyanthos (Sw.) Sw.
- Trichomanes cochinchinense Poir. - Voir Lygodium scandens ( L.) Sw.
- Trichomanes cocos Christ - Voir Polyphlebium capillaceum (L.) Ebihara & Dubuisson
- Trichomanes cognatum C.Presl - Subgen. : Trichomanes
- Trichomanes colensoi Hook.f. in Hook. - Voir Polyphlebium colensoi (Hook.f.) Ebihara & Dubuisson
- Trichomanes collariatum Bosch - Voir Vandenboschia collariata (Bosch) Ebihara & Iwats.
  - Trichomanes collariatum var. alvaradoi A.Rojas - Voir Vandenboschia collariata (Bosch) Ebihara & Iwats.
- Trichomanes commutatum J.W.Sturm - Subgen. : Lacostea
- Trichomanes compactum Alderw. - Voir genre Abrodictyum subgen. Abrodictyum
- Trichomanes compressum Desv. - Voir Abrodictyum rigidum (Sw.) Ebihara & Dubuisson
- Trichomanes concinnum Mett. - Voir Crepidomanes humile (G.Forst.) Bosch
- Trichomanes contiguum G.Forst. - Voir Davallia contigua (G.Forst.) Spreng.
- Trichomanes corcovadense Bosch - Voir genre Vandenboschia
- Trichomanes cordifolium (Fée) Alston - Voir Didymoglossum cordifolium Fée
- Trichomanes coriaceum Kunze - Voir Trichomanes arbuscula Desv.
- Trichomanes cormophyllum Kaulf. - Voir Cyathea capensis Sm.
- Trichomanes cornutum C.Chr. - Voir Trichomanes boivini Bosch
- Trichomanes corticola Bedd. - Voir Hymenophyllum corticola Hook.
- Trichomanes craspedoneurum Copel. - Voir genre Didymoglossum subgen. microgonium
- Trichomanes crassipilis Weath. - Subgen. : Trichomanes
- Trichomanes crassum Copel. - Voir Cephalomanes crassum (Copel) M.G.Price
- Trichomanes crenatum Bosch - Subgen. : Trichomanes
- Trichomanes crinitum Sw. - Subgen. : Trichomanes
- Trichomanes crispiforme Alston - Subgen. : Trichomanes
- Trichomanes crispulum Bosch - Voir Didymoglossum crispulum (Bosch) Fée
- Trichomanes crispum Mett. - Voir Trichomanes vandenboschii P.G.Windisch - Homonyme de Trichomanes crispum L. remplacé illégalement par Trichomanes undulatum Bosch puis par Trichomanes vandenboschii P.G.Windisch
- Trichomanes crispum L. - Subgen. : Trichomanes
  - Trichomanes crispum f. genuina Hieron. - Subgen. : Trichomanes
  - Trichomanes crispum f. remotum (Fée) Domin - Voir Trichomanes crispum  var. remotum Fée
  - Trichomanes crispum subsp. pellucens (Kunze) Hassl. - Voir Trichomanes pellucens Kunze
  - Trichomanes crispum var. fastigiata (Sieber) Hieron. - Subgen. : Trichomanes
  - Trichomanes crispum var. haenkeanum (C.Presl) C.Chr. - Subgen. : Trichomanes
  - Trichomanes crispum var. plumosa Hieron. - Voir Trichomanes plumosum Kunze
  - Trichomanes crispum var. procerum (Fée) Jenman - Voir Hymenophyllum subgen. Sphaerocionium
  - Trichomanes crispum var. remotum Fée - Subgen. : Trichomanes
- Trichomanes cristatum Kaulf. - Subgen. : Trichomanes
  - Trichomanes cristatum var. crispum (L.) Vareschi - Voir Trichomanes crispum L.
  - Trichomanes cristatum var. nudiusculum Kunze - Subgen. : Trichomanes
- Trichomanes cultratum Baker - Voir genre Didymoglossum subgen. Didymoglossum
- Trichomanes cumingii (C.Presl) C.Chr. - Voir Abrodictyum cumingii C.Presl
- Trichomanes cuneatum Christ - Voir Hymenophyllum francii (Christ) Ebihara & K.Iwats
- Trichomanes cuneiforme G.Forst. - Voir Odontosoria chinensis
- Trichomanes cupressifolium Hayata - Voir Crepidomanes schmidtianum var. latifrons (Bosch) K.Iwats.
- Trichomanes cupressoides Desv. - Voir Abrodictyum cupressoides (Desv.) Ebihara & Dubuisson
- Trichomanes curranii Weath. - Subgen. : Trichomanes
- Trichomanes curtii Rosenst. - Voir Didymoglossum curtii (Rosenst.) Pic.Serm.
- Trichomanes curvatum J.Sm. - Voir Cephalomanes atrovirens (Blume) Bosch
- Trichomanes cuspidatum Willd. - Voir Didymoglossum cuspidatum (Willd.) Ebihara & Dubuisson 
  - Trichomanes cuspidatum var. densestriatum C.Chr. - Voir Didymoglossum cuspidatum  var. densestriatum (C.Chr.) J.P.Roux
- Trichomanes cyrtotheca Hillebr. - Voir Vandenboschia cyrtotheca (Hillber.) Copel.
- Trichomanes cystoseiroides Christ - Voir Vandenboschia cystoseiroides (Christ ex Tardieu et C. Chr.) Ching in Chien & Chun

## D
- Trichomanes dactylites Sodiro - Subgen. : Trichomanes
- Trichomanes daguense Weath. - Subgen. : Trichomanes
- Trichomanes daucoides C.Presl - Voir Abrodictyum rigidum (Sw.) Ebihara & Dubuisson
- Trichomanes davallioides Gaudich. - Voir Vandenboschia davallioides (Gaudich.) Copel.
- Trichomanes debile Bosch - Voir Polyphlebium pyxidiferum (L.) Ebihara & Dubuisson.
- Trichomanes decurrens (Jacq.) Poir. - Voir Hymenophyllum decurrens (Jacq.) Sw.
- Trichomanes delicatulum Kurz - Voir Didymoglossum motleyi (Bosch) Ebihara & K.Iwats.
- Trichomanes delicatum Bosch - Voir Trichomanes alatum  subsp. delicatum Domin
- Trichomanes demissum G.Forst. - Voir Hymenophyllum demissum (G.Forst.) Sw.
- Trichomanes densinervium Copel. - Voir Cephalomanes densinervium (Copel.) Copel.
- Trichomanes dentatum Bosch - Voir Abrodictyum dentatum (Bosch) Ebihara & K.Iwats.
- Trichomanes denticulatum (Sw.) Poir. - Voir Hymenophyllum denticulatum Sw.
- Trichomanes denticulatum (Burm.f.) Houtt. - Voir Davallia denticulata (Burm.f.) Mett.
- Trichomanes depauperatum Bory - Voir Crepidomanes humile (G.Forst.) Bosch
- Trichomanes diaphanum Kunth - Voir Polyphlebium diaphanum (Kunth) Ebihara & Dubuisson
  - Trichomanes diaphanum f. furcata Hahne - Voir Polyphlebium diaphanum (Kunth) Ebihara & Dubuisson
  - Trichomanes diaphanum var. eximina (Kunze) Hieron. - Voir Polyphlebium pyxidiferum (L.) Ebihara & Dubuisson
  - Trichomanes diaphanum var. lechleri (Bosch) Hieron. - Voir Polyphlebium diaphanum  (Kunth) Ebihara & Dubuisson
  - Trichomanes diaphanum var. subalata Rosenst. - Voir Polyphlebium diaphanum (Kunth) Ebihara & Dubuisson
- Trichomanes dichotomum Kunze - voir genre Hymenophyllum subgen. Sphaerocionium
- Trichomanes dichotomum Phil. - Voir Polyphlebium philippianum (J.W.Sturm) Ebihara & Dubuisson. Cet homonyme de Trichomanes dichotomum Kunze a été renommé Trichomanes philippianum par J.W.Sturm.
- Trichomanes diffusum Blume - Voir Crepidomanes minutum (Blume) K.Iwats.
- Trichomanes digitatum Sw. - Voir Hymenophyllum digitatum (Sw.) Fosberg 
  - Trichomanes digitatum var. calvescens (Bosch) Domin - Voir Hymenophyllum digitatum (Sw.) Fosberg
  - Trichomanes digitatum var. corticola (Hook. ex Bedd.) Domin - Voir Hymenophyllum corticola Hook.
- Trichomanes dilatatum G.Forst. - Voir Hymenophyllum dilatatum (G.Forst.) Sw.
- Trichomanes dilatatum Kuhn - Voir Crepidomanes bipunctatum (Poir.) Copel
- Trichomanes dimidiatum C.Presl - Voir Vandenboschia auriculata (Blume) Copel.
- Trichomanes dimorphum Mett. - Subgen. : Feea
- Trichomanes dissectum J.Sm. - Voir Vandenboschia auriculata (Blume) Copel.
- Trichomanes divaricatum Poir. - Voir Hymenophyllum subgen. Sphaerocionium
- Trichomanes diversifrons (Bory) Mett. - Subgen. : Feea
- Trichomanes draytonianum Brack. - Voir Crepidomanes draytonianum (Brack.) Ebihara & K.Iwats.
- Trichomanes dregei Bosch - Voir Abrodictyum rigidum (Sw.) Ebihara & Dubuisson
- Trichomanes dubia (R.Br.) Poir. - Voir Davalia dubia R.Br.

## E
- Trichomanes eglerii P.G.Windisch - Subgen. : Trichomanes
- Trichomanes ekmanii Wess.Boer - Voir Didymoglossum ekmanii (Wess.Boer) Ebihara & Dubuisson
- Trichomanes elatum G.Forst. - Voir Davallia denticulata (Burm.) Mett.
- Trichomanes elatum Desv. - Voir Trichomanes plumosum Kunze
- Trichomanes elegans Rich. - Subgen. : Davalliopsis
- Trichomanes elegans Rudge - Voir Trichomanes diversifrons (Bory) Mett. ex. Sadeb. (partiellement). Homonyme de Trichomanes elegans Rich. renommé Hymenostachys elegans C.Presl.
  - Trichomanes elegans var. weddellii Hieron. - Voir Trichomanes weddellii Bosch
- Trichomanes elongatum A.Cunn. - Voir Abrodictyum elongatum (A.Cunn.) Ebihara & K.Iwats.
- Trichomanes emarginatum Poir. - Voir Hymenophyllum dilatatum Sw
- Trichomanes emarginatum C.Presl - Voir Polyphlebium pyxidiferum (L.) Ebihara & Dubuisson
- Trichomanes eminens C.Presl - Voir Callistopteris apiifolia (C.Presl) Copel.
- Trichomanes endlicherianum C.Presl - Voir Polyphlebium endlicherianum (C.Presl) Ebihara & Dubuisson
- Trichomanes englerianum Brause - Voir Abrodictyum obscurum (Blume) Ebihara & K.Iwats.
- Trichomanes epiphyllum G.Forst. - Voir Davallia denticulata (Burm.) Mett.
- Trichomanes erectum Brack. - Voir Polyphlebium endlicherianum (C.Presl) Ebihara & Dubuisson
- Trichomanes ericoides Hedw. - Voir Abrodictyum meifolium (Bory ex Willd.) Ebihara & K.Iwats.
- Trichomanes eriophorum (C.Presl) Bosch - Subgen. : Trichomanes
- Trichomanes erosum Willd. - Voir Didymoglossum erosum (Willd.) J.P.Roux
- Trichomanes euphlebium (Bosch) Panigrahi - Voir Crepidomanes euphlebium (Bosch) R.D.Dixit & Ghosh
- Trichomanes europaeum Sm. - Voir Vandenboschia radicans (Sw.) Copel
- Trichomanes exaltatum Brack. - Voir Callistopteris baueriana (Endl.) Copel.
- Trichomanes exiguum (Bedd.) Baker - Voir Didymoglossum exiguum (Bedd.) Copel.
- Trichomanes eximium Kunze - Voir Polyphlebium pyxidiferum (L.) Ebihara & Dubuisson
- Trichomanes exsectum Kunze - Voir Polyphlebium exsectum (Kunze) Ebihara & Dubuisson
- Trichomanes extravagans Copel. - Voir genre Abrodictyum subgen Pachychaetum

## F
- Trichomanes falcatum Poir. - Voir famille des Davalliaceées
- Trichomanes fallax Christ - Voir Crepidomanes fallax (Christ) Ebihara & Dubuisson
- Trichomanes falsivernulosum (Nishida) C.V.Morton - Voir genre Didymoglossum subgen. Microgonium
- Trichomanes fargesii Christ - Voir Vandenboschia fargesii (Christ) Ching in Chien & Chun
- Trichomanes fastigiatum Sieber - Voir Trichomanes crispum var. fastigiata Hieron.
- Trichomanes ferrugineum E.Fourn. - Voir genre Abrodictyum subgen. Pachychaetum
- Trichomanes filicula (Bory ex Willd.) Bory - Voir Crepidomanes bipunctatum (Poir.) Copel.
- Trichomanes filiculoides Christ - Voir Crepidomanes humile (G.Forst.) Bosch
- Trichomanes filiforme J.W.Sturm - Voir Abrodictyum cellulosum (Klotzsch) Ebihara & Dubuisson
- Trichomanes fimbriatum Backh. ex T.Moore - Subgen. : Trichomanes
- Trichomanes firmulum C.Presl - Voir Abrodictyum rigidum (Sw.) Ebihara & Dubuisson
- Trichomanes flabellatum Bosch - Voir Hymenophyllum digitatum (Sw.) Forsberg
- Trichomanes flabellatum Bory - Voir Hymenophyllum sibthorpioides (Bory) Mett.
- Trichomanes flabelliforme Hassk. - Voir genre Hymenophyllum subgen. Sphaerocionium
- Trichomanes flabellula d'Urv. - Voir Hymenophyllum sibthorpioides (Bory) Mett.
- Trichomanes flaccida (R.Br.) Poir. - Voir Davallia flacida R.Br.
- Trichomanes flaccidum G.Forst. - Voir Dennstaedtia flaccida (G.Forst.) Bernh.
- Trichomanes flavofuscum Bosch - Voir Abrodictyum flavofuscum (Bosch) Ebihara & K.Iwats.
- Trichomanes floribundum Humb. & Bonpl. ex Willd. - voir Trichomanes pinnatum Hedw.
  - Trichomanes floribundum var. vittaria (DC. ex Poir.) Splitg. - Voir Trichomanes vittaria DC. ex Poir.
- Trichomanes foeniculaceum Bory ex Willd. - Voir Abrodictyum rigidum (Sw.) Ebihara & Dubuisson
- Trichomanes foersteri Rosenst. - Voir Cephalomanes javanicum (Blume) C.Presl
- Trichomanes fontanum Lindm. - Voir Didymoglossum fontanum (Lindm.) Copel.
- Trichomanes formosanum Y.Yabe - Voir Crepidomanes latemarginale (D.C.Eaton) Copel.
- Trichomanes formosum Trevis. - Mauvaise dénomination Christensen - Index filicum - p. 640
- Trichomanes foxworthyi (Copel.) C.Chr. - Voir Hymenophyllum foxworthyi Copel.
- Trichomanes fragile Hedw. - Voir Hymenophyllum fragile (Hedw.) C.V.Morton
- Trichomanes francii Christ - Voir Hymenophyllum francii (Christ) Ebihara & K.Iwats
- Trichomanes frappieri Cordem. - Voir Crepidomanes frappieri (Cordem.) J.P.Roux
- Trichomanes fraseri Jenman - Voir genre Didymoglossum subgen. Didymoglossum
- Trichomanes friedrichsthalii Trevis. - Mauvaise dénomination
- Trichomanes frondosum Fée - Voir Vandenboschia rupestris (Raddi) Ebihara & K.Iwats.
- Trichomanes fruticulosum Jenman - Voir genre Didymoglossum subgen. Didymoglossum
- Trichomanes fucoides Sw. - Voir Hymenophyllum fucoides (Sw.) Sw.
- Trichomanes fulgens C.Chr. - Voir Didymoglossum fulgens (C.Chr.) J.P.Roux
- Trichomanes fulvum Klotzsch - Voir Polyphlebium angustatum (Carmich.) Ebihara & Dubuisson
- Trichomanes fumarioides (Sw.) Poir. - Voir Odontosoria fumarioides (Sw.) J.Sm.
- Trichomanes furcatum Kaulf. - Voir Abrodictyum meifolium (Bory ex Willd.) Ebihara & K.Iwats.
- Trichomanes fusco-glaucescens Hook. - Voir Hymenophyllum pallidum (Blume) Ebihara & K.Iwats.
- Trichomanes fuscum Blume - Voir Hymenophyllum fuscum (Blume) Bosch

## G
- Trichomanes galeottii E.Fourn. - Subgen. : Trichomanes
- Trichomanes gardneri Bosch - Subgen. : Trichomanes
- Trichomanes gemmatum J.Sm. ex Hook. & Baker (description de John Gilbert Baker) - Voir Abrodictyum cellulosum (Klotzsch) Ebihara & Dubuisson
- Trichomanes gemmatum J.Sm. (exemplaire de Malaisie nommé par John Smith) - Voir Abrodictyum idoneum (C.V.Morton) Ebihara & Dubuisson
- Trichomanes gibberosum G.Forst. - Voir Asplenium gibberosum (G.Forst.) Mett.
- Trichomanes giesenhagenii C.Chr. - Voir genre Didymoglossum subgen. Didymoglossum - Résulte du renommage de l'homonyme Trichomanes microphyllum Giesenh.
- Trichomanes giganteum Bory - Voir Vandenboschia gigantea (Bory) Ebihara & K.Iwats.
- Trichomanes glaucescens Bosch - Voir Hymenophyllum pallidum (Blume) Ebihara & K.Iwats.
- Trichomanes glaucofuscum Hook. - Voir Hymenophyllum pallidum (Blume) Ebihara & K.Iwats.
- Trichomanes godmanii Hook. ex Baker - Voir Didymoglossum godmanii (Hook. ex Baker) Ebihara & Dubuisson
- Trichomanes goebelianum Giesenh. - Voir genre Didymoglossum subgen. Didymoglossum
- Trichomanes goetzii Hieron. - Voir genre Polyphlebium
- Trichomanes gourlianum Grev. ex J.Sm. - Voir Didymoglossum gourlianum (Grev. ex J.Sm.) Pic.Serm.
- Trichomanes gracile Bosch - Voir genre Crepidomanes subgen. Crepidomanes section Gonocormus
- Trichomanes gracillimum Copel. - Voir Crepidomanes humile (G.Forst.) Bosch
- Trichomanes grande Copel. - Voir Crepidomanes grande (Copel.) Ebihara & K.Iwats.
- Trichomanes griffithii (Bosch) Panigrahi - Voir Crepidomanes griffithii (Bosch) R.D.Dixit & Ghosh
- Trichomanes guianense J.W.Sturm - Subgen. : Lacostea
- Trichomanes guidoi P.G.Windisch - Subgen. : Trichomanes
- Trichomanes guineense Afzel. ex Sw. - Voir Abrodictyum guineense (Afzel. ex Sw.) J.P.Roux

## H
- Trichomanes haenkeanum C.Presl - Voir Trichomanes crispum var. haenkeanum (C.Presl) C.Chr.
- Trichomanes hartii Baker - Voir Abrodictyum guineense (Afzel. ex Sw.) J.P.Roux
- Trichomanes harveyi Carrière - Voir Crepidomanes intermedium (Bosch) Ebihara & K.Iwats.
- Trichomanes haughtii C.V.Morton - Voir genre Polyphlebium
- Trichomanes henzaianum Parish ex Hook. - Voir genre Didymoglossum subgen. Didymoglossum
- Trichomanes henzaiense Bedd. - Voir Didymoglossum motleyi (Bosch) Ebihara & K.Iwats.
- Trichomanes herzogii Rosenst. - Voir genre Polyphlebium
- Trichomanes heterophyllum Humb. & Bonpl. ex Willd. - Voir Trichomanes humboldtii Lellinger - Homonyme illégal de Trichomanes heterophyllum Poir.
- Trichomanes heterophyllum Poir. - Sous-genre indéterminé
- Trichomanes hibernicum Spreng. - Voir Vandenboschia radicans (Sw.) Copel.
- Trichomanes hieronymi Brause - Voir Hymenophyllum hieronymi (Brause) C.Chr.
- Trichomanes hildebrandtii Kuhn - Voir Didymoglossum hildebrandtii (Kuhn) Ebihara & Dubuisson
- Trichomanes hirsutum L. - Voir Hymenophyllum hirsutum (L.) Sw.
- Trichomanes hirtellum (Sw.) Poir. - Voir Hymenophyllum hirtellum Sw.
- Trichomanes hispidulum Mett. - Voir Callistopteris superba (Backh. ex T.Moore) Ebihara & K.Iwats
- Trichomanes hispidum Poir. - Voir Hymenophyllum hirsutum (L.) Sw.
- Trichomanes holopterum Kunze - Subgen. : Trichomanes
  - Trichomanes holopterum var. lherminieri (Fée) Domin - Subgen. : Trichomanes
- Trichomanes hookeri C.Presl - Voir Didymoglossum wesselsboeri Ebihara & Dubuisson
  - Trichomanes hookeri var. cordifolium (Fée) Bonap. - Voir Didymoglossum cordifolium Fée
  - Trichomanes hookeri var. major (Jenman) Domin - Voir Didymoglossum cordifolium Fée
  - Trichomanes hookeri var. minor (Jenman) Domin - Voir Didymoglossum cordifolium Fée
- Trichomanes hosei Baker - Voir genre Hymenophyllum
- Trichomanes hostmannianum (Klotzsch) Kunze - Subgen. : Trichomanes
- Trichomanes huberi Christ - Subgen. : Trichomanes
- Trichomanes humboldtii Lellinger - Subgen. : Trichomanes
- Trichomanes humile G.Forst. - Voir Crepidomanes humile (G.Forst.) Bosch
- Trichomanes hygrometricum Poir. - Voir Hymenophyllum hygrometricum (Poir.) Desv.
- Trichomanes hymenoides Hedw. - Voir Didymoglossum hymenoides (Hedw.) Copel. 
  - Trichomanes hymenoides f. genuina Rosenst. - Voir Didymoglossum hymenoides (Hedw.) Copel.
  - Trichomanes hymenoides f. pabstiana (Müll.Berol.) Rosenst. - Voir Didymoglossum pabstianum (Müll.Berol) Bosch.
  - Trichomanes hymenoides f. pseudoreptans Rosenst. - Voir Didymoglossum hymenoides (Hedw.) Copel.
  - Trichomanes hymenoides f. socialis (Fée) Rosenst. - Voir Didymoglossum sociale Fée
  - Trichomanes hymenoides var. pseudoreptans Rosenst. - Voir Didymoglossum hymenoides (Hedw.) Copel.
- Trichomanes hymenophylloides Bosch - Voir Polyphlebium hymenophylloides (Bosch) Ebihara & Dubuisson
- Trichomanes hypnoides Christ - Voir Polyphlebium capillaceum (L.) Ebihara & Dubuisson

## I
- Trichomanes idoneum C.V.Morton - Voir Abrodictyum idoneum (C.V.Morton) Ebihara & K.Iwats.
- Trichomanes ignobile Ces. - Voir Callistopteris superba (Backh. ex T.Moore) Ebihara & K.Iwats.
- Trichomanes imbricatum Sodiro - Subgen. : Trichomanes
- Trichomanes inaequale Poir. - Voir Hymenophyllum inaequale (Poir.) Desv.
- Trichomanes incisum Kaulf. - Voir Didymoglossum krausii (Hook. & Grev.) C.Presl
- Trichomanes incisum Thunb. - Voir genre Cyathea
- Trichomanes indicum C.A.Hameed & Madhus.) C.A.Hameed, K.P.Rajesh & Madhus. - Voir Crepidomanes indicum C.A.Hameed & Madhus.
- Trichomanes indicum S.R.Ghosh - Voir Vandenboschia maxima (Blume) Copel
- Trichomanes inerme Bosch - Voir Hymenophyllum nitidulum (Bosch) Ebihara & K.Iwats.
- Trichomanes infundibulare Alderw. - Voir genre Cephalomanes
- Trichomanes ingae C.Chr. - Voir Polyphlebium ingae (C.Chr.) Ebihara & Dubuisson
- Trichomanes inopinatum (Pic.Serm.) J.E.Burrows - Voir Crepidomanes inopinatum (Pic.serm.) J.P.Roux 
  - Trichomanes inopinatum var. majus (Taton) Kornás - Voir Crepidomanes inopinatum var. majus (Taton) J.P.Roux
- Trichomanes insigne (Bosch) Bedd. - Voir Crepidomanes insigne (Bosch) Fu
- Trichomanes intermedium Kaulf. - Voir Crepidomanes intermedium (Bosch) Ebihara & K.Iwats.
- Trichomanes intramarginale Hook. & Grev. - Voir Crepidomanes intramarginale (Hook. & Grev.) C.Presl
- Trichomanes intricatum Farrar - Voir genre Crepidomanes - Espèce génétiquement presque identique à Crepidomanes schmidtianum (Zenker ex Taschn.) K.Iwats[3].

## J
- Trichomanes japonicum Poir. - Homonyme
- Trichomanes japonicum Franch. & Sav. - Voir Vandenboschia orientalis (C.Chr.) Ching
- Trichomanes japonicum Thunb. - Voir genre Onychium
  - Trichomanes japonicum var. abbreviatum Christ - Voir Vandenboschia radicans var. abbreviata (Christ) Sa.Kurata
  - Trichomanes japonicum var. angustatum Christ - Voir Vandenboschia radicans var. angustata (Christ) K. Iwats.
  - Trichomanes japonicum var. formosanum Christ - Voir Vandenboschia maxima (Blume) Copel
  - Trichomanes japonicum var. oshimense Christ - Voir Vandenboschia oshimensis (Christ) Ebihara
- Trichomanes javanicum Blume - Voir Cephalomanes javanicum (Blume) K.Iwats.
- Trichomanes jenmanii Lellinger - Subgen. : Trichomanes
- Trichomanes johnstonense F.M.Bailey - Voir Vandenboschia johnstonensis (F.M.Bailey) Copel.
- Trichomanes junceum Christ - Voir Polyphlebium pyxidiferum (L.) Ebihara & Dubuisson
- Trichomanes jungermannioides E.Fourn. - Voir Polyphlebium vieillardii (Bosch) Ebihara & K.Iwats.

## K
- Trichomanes kalamocarpum Hayata - Voir Vandenboschia kalamocarpa (Hayata) Ebihara
- Trichomanes kalbreyeri Baker - Subgen. : Trichomanes
- Trichomanes kapplerianum J.W.Sturm - Voir Didymoglossum kapplerianum (J.W.Sturm) Ebihara & Dubuisson
- Trichomanes kaulfussii Hook. & Grev. - Subgen. : Trichomanes
  - Trichomanes kaulfussii subsp. ecuadorense Hieron. - Subgen. : Trichomanes
- Trichomanes killipii Weath. - Subgen. : Trichomanes
- Trichomanes kingii Copel. - Voir genre Cephalomanes
- Trichomanes kirkii Hook. - Voir Didymoglossum kirkii (Hook.) Ebihara & Dubuisson
- Trichomanes krausii Hook. & Grev. - Voir Didymoglossum krausii (Hook. & Grev.) C.Presl
  - Trichomanes krausii var. crispatum Sodiro - Voir Didymoglossum melanopus (Baker) Copel.
- Trichomanes krugii Christ - Voir Abrodictyum rigidum (Sw.) Ebihara & Dubuisson
- Trichomanes kunzeanum Hook. - Voir Vandenboschia radicans (Sw.) Copel. (variété)
- Trichomanes kurzii Bedd. - Voir Crepidomanes kurzii (Bedd.) Tagawa & K.Iwats.

## L
- Trichomanes labiatum Jenman - Voir Didymoglossum punctatum (Poir.) Desv.
- Trichomanes laceratum Desv. - Subgen. : Lacostea
- Trichomanes laciniatum Roxb. - Voir  Cephalomanes laciniatum (Roxb.) DeVol in H.L.Li, Liu, T.C.Huang, T.Koyama & DeVol
- Trichomanes laciniosum Alston - Subgen. : Trichomanes
- Trichomanes laetevirens Fée - Voir Vandenboschia radicans (Sw.) Copel.
- Trichomanes laetum Bosch - Voir Abrodictyum laetum (Bosch) Ebihara & K.Iwats.
- Trichomanes lambertianum Hook. - Subgen. : Trichomanes
- Trichomanes lanceolatum Poir. - Voir Davallia lanceolata (Poir.) Steud.
- Trichomanes lanceum Bory - Voir Hymenophyllum digitatum (Sw.) Fosberg
- Trichomanes langsdorffii Bosch - Subgen. : Trichomanes
- Trichomanes lasiophyllum Alderw. - Voir genre Hymenophyllum subgen Hymenophyllum
- Trichomanes lastreoides C.Presl - Subgen. : Davalliopsis
- Trichomanes latealatum (Bosch) Christ - Voir Crepidomanes latealatum (Bosch) Copel.
- Trichomanes latemarginale D.C.Eaton - Voir Crepidomanes latemarginale (D.C.Eaton) Copel.
- Trichomanes latifrons Bosch - Voir Crepidomanes schmidtianum var. latifrons (Bosch) K.Iwats.
- Trichomanes latilabiatum E.D.Br. - Voir Crepidomanes minutum (Blume) K.Iwats.
- Trichomanes latipinnulata Bonap. - Voir Trichomanes boivinii Bosch
- Trichomanes latipinnum Copel. - Voir Abrodictyum obscurum (Blume) Ebihara & K.Iwats.
- Trichomanes latisectum Christ - Voir Abrodictyum guineense (Afzel. ex Sw.) J.P.Roux
- Trichomanes lauterbachii Christ - Voir Crepidomanes humile (G.Forst.) Bosch
- Trichomanes laxum Klotzsch - Subgen. : Trichomanes
- Trichomanes lechleri Bosch - Voir Polyphlebium diaphanum (Kunth) Ebihara & Dubuisson
- Trichomanes ledermannii Brause - Voir genre Cephalomanes
- Trichomanes lehmannii Hieron. - Voir Didymoglossum lehmannii (Hieron.) Copel.
- Trichomanes lenormandii Bosch - Voir Didymoglossum lenormandii (Bosch) Ebihara & Dubuisson
  - Trichomanes lenormandii var. angustilobum C.Chr. - Voir Didymoglossum lenormandii (Bosch) Ebihara & Dubuisson
  - Trichomanes lenormandii var. subcuspidatum C.Chr. - Voir Didymoglossum lenormandii (Bosch) Ebihara & Dubuisson
- Trichomanes lentum Poir. - Voir genre Davallia.
- Trichomanes lepervanchii Cordem. - Voir Crepidomanes minutum (Blume) K.Iwats.
- Trichomanes leprieurii Hook. - Voir Trichomanes prieuri Kunze
- Trichomanes leptophyllum A.Cunn. - Voir Abrodictyum strictum (Menzies ex Hook. & Grev.) Ebihara & K.Iwats.
- Trichomanes levissimum Fée - Voir genre Vandenboschia
- Trichomanes lherminieri Fée - Voir Trichomanes holopterum  var. lherminieri Domin
- Trichomanes liberiense Copel. - Voir Didymoglossum liberiense (Copel.) Copel.
- Trichomanes lindbergii Mett. - Voir Trichomanes polypodioides L.
- Trichomanes lindenii C.Presl - Subgen. : Trichomanes
- Trichomanes lindigii E.Fourn. - Subgen. : Trichomanes
- Trichomanes lineare Sw. - Voir Hymenophyllum lineare (Sw.) Sw.
- Trichomanes lineare Bosch - Voir Trichomanes alatum Sw.
- Trichomanes lineolatum (Bosch) Hook. - Voir Didymoglossum lineolatum Bosch
- Trichomanes liukiuense Y.Yabe - Voir Vandenboschia liukiuensis (Y.Yabe) Tagawa
- Trichomanes longicollum Bosch - Voir Abrodictyum subgen. Pachychaetum sp.
- Trichomanes longifolium Desv. - Subgen. : Trichomanes
- Trichomanes longifrons Nakai - Voir Crepidomanes schmidtianum var. latifrons (Bosch) K.Iwats.
- Trichomanes longilabiatum Bonap - Voir Crepidomanes longilabiatum (Bonap.) J.P.Roux
- Trichomanes longisetum Bory - Voir Abrodictyum pluma (Hook.) Ebihara & K.Iwats.
- Trichomanes lorencei Tardieu - Voir Didymoglossum lorencei (Tardieu) Ebihara & Dubuisson
- Trichomanes loreum Bory - Voir Hymenophyllum digitatum (Sw.) Fosberg
- Trichomanes lozanii M.T.Murillo - Subgen. : Trichomanes
- Trichomanes lucens Sw. - Subgen. : Trichomanes
- Trichomanes lucidum Roxb. - Voir Davallia denticulata (Brum.f) Mett.
- Trichomanes ludovicinum Rosenst. - Subgen. : Trichomanes
- Trichomanes luerssenii F.Muell. - Voir Abrodictyum laetum (Bosch) Ebihara & K.Iwats.
- Trichomanes lunulatum (C.A.Hameed & Madhus.) C.A.Hameed, K.P.Rajesh & Madhus. - Voir Crepidomanes lunulatum C.A.Hameed & Madhus.
- Trichomanes luschnathianum C.Presl - Voir Vandenboschia rupestris (Raddi) Ebihara & K.Iwats.
- Trichomanes luzonicum C.Presl - Voir Crepidomanes humile (G.Forst.) Bosch
- Trichomanes lyallii (Hook.f.) Hook. - Voir Hymenophyllum lyallii Hook.f.

## M
- Trichomanes macgillivrayi Baker - Voir Hymenophyllum macgillivrayi (Baker) Copel.
- Trichomanes macilentum Bosch - Subgen. : Trichomanes
- Trichomanes macroclados Kunze - Subgen. : Trichomanes
- Trichomanes madagascariense (Bosch) T.Moore - Subgen. : Indéterminé
- Trichomanes majorae Watts - Voir Crepidomanes majoriae (Watts) N.A.Wakef.
- Trichomanes makinoi C.Chr. - Voir Crepidomanes makinoi (C.Chr.) Copel.
  - Trichomanes makinoi var. tosae (Christ) Lellinger - Voir Crepidomanes makinoi  var. tosae (Christ) K.Iwats.
- Trichomanes malayanum Roxb. - Voir Odontosoria chinensis
- Trichomanes malingii Hook. - Voir Hymenophyllum malingii (Hook.) Mett.
- Trichomanes maluense Brause - Voir genre Cephalomanes
- Trichomanes mandioccanum Raddi - Voir Abrodictyum rigidum (Sw.) Ebihara & Dubuisson
- Trichomanes mannianum Mett. - Voir Crepidomanes mannii (Hook.) J.P.Roux
- Trichomanes mannii Hook. - Voir Crepidomanes mannii (Hook.) J.P.Roux
- Trichomanes marchantioides Zippel - Voir Didymoglossum sublimbatum (Müll.Berol.) Ebihara & K.Iwats.
- Trichomanes marginatum Mett. - Voir Abrodictyum rigidum (Sw.) Ebihara & Dubuisson
- Trichomanes marierii Vieill. - Voir Abrodictyum laetum (Bosch) Ebihara & K.Iwats.
- Trichomanes martinezii Rovirosa - Voir Vandenboschia martinezii (Rovirosa) Pic.Serm.
- Trichomanes martiusii C.Presl - Subgen. : Trichomanes
- Trichomanes matthewii Christ - Voir Crepidomanes minutum (Blume) K.Iwats.
- Trichomanes maximum Blume - Voir Vandenboschia maxima (Blume) Copel.
  - Trichomanes maximum var. grandiflora Rosenst. - Voir Crepidomanes intermedium (Bosch) Ebihara & K.Iwats.
  - Trichomanes maximum var. minus Blume -  Voir Vandenboschia maxima (Blume) Copel.
- Trichomanes megistostomum Copel. - Voir Crepidomanes megistostomum (Copel.) Copel.
- Trichomanes meifolium Bory ex Willd. - Voir Abrodictyum meifolium (Bory ex Willd.) Ebihara & K.Iwats.
- Trichomanes meifolium Blume (non Bory ex Willd.) - Voir Callistopteris apiifolia (C.Presl) Copel.
- Trichomanes melanopus Baker - Voir Didymoglossum melanopus (Baker) Copel.
- Trichomanes melanorhizon Hook. - Voir Crepidomanes brevipes (C.Presl) Copel.
- Trichomanes melanotrichum Schltdl. - Voir Crepidomanes melanotrichum (Schltdl.) J.P.Roux
- Trichomanes membranaceum L. - Voir Didymoglossum membranaceum (L.) Vareschi
- Trichomanes merrillii Copel. - Voir Abrodictyum setaceum (Bosch) Ebihara & Dubuisson
- Trichomanes mettenii C.Chr. - Voir Crepidomanes mettenii (C.Chr.) Ebihara & Dubuisson (remplace l'homonyme  Trichomanes subsessile Mett. de Trichomanes subsessile Splitg.)
- Trichomanes mexicanum Bosch - Voir Vandenboschia radicans (Sw.) Copel. (variété)
- Trichomanes meyenianum (C.Presl) Bosch - Voir Hymenophyllum meyenianum (C.Presl) Copel.
- Trichomanes micayense Hieron. - Subgen. : Trichomanes
- Trichomanes microchilum Baker - Voir Hymenophyllum microchilum (Baker) C.Chr.
- Trichomanes microlirion Copel. - Voir Crepidomanes christii (Copel.) Copel.
- Trichomanes microphyllum Hook. - Voir genre Crepidomanes
- Trichomanes microphyllum Giesenh. - Voir genre Didymoglossum - Homonyme renommé Trichomanes giesenhagenii C.Chr.
- Trichomanes micropubescens Proctor - Voir genre Didymoglossum subgen. Didymoglossum Devrait constituer une nouvelle espèce du genre Didymoglossum
- Trichomanes mildbraedii Brause - Voir genre Hymenophyllum
- Trichomanes millefolium Desv. - Subgen. : Davalliopsis
- Trichomanes millefolium C.Presl - Voir Crepidomanes grande (Copel.) Ebihara & K.Iwats.
- Trichomanes milnei Bosch - Voir Abrodictyum caudatum (Brack.) Ebihara & K.Iwats.
- Trichomanes mindorense Christ - Voir Didymoglossum mindorense (Christ) K.Iwats.
- Trichomanes minimum Alderw. - Voir Crepidomanes bilabiatum (Nees & Blume) Copel.
- Trichomanes minutissimum Alderw. - Voir Didymoglossum motleyi (Bosch) Ebihara & K.Iwats.
- Trichomanes minutulum Gaudich. - Voir Crepidomanes humile (G.Forst.) Bosch
- Trichomanes minutum Blume - Voir Crepidomanes minutum (Blume) K.Iwats.
- Trichomanes miyakei Y.Yabe - Voir genre Vandenboschia subgen. Vandenschia
- Trichomanes molle E.Fourn. - Subgen. : Trichomanes
- Trichomanes montanum Hook. - Voir Didymoglossum montanum (Hook.) J.P.Roux
- Trichomanes montanum Salisb. - Voir Davallia canariensis
- Trichomanes moritzii Bosch - Voir Vandenboschia rupestris (Raddi) Ebihara & K.Iwats.
- Trichomanes mosenii Lindm. - Voir Didymoglossum mosenii (Lindm.) Copel.
- Trichomanes motleyi Bosch - Voir Didymoglossum motleyi (Bosch) Ebihara & K.Iwats.
- Trichomanes mougeoti Bosch - Subgen. : Feea
- Trichomanes multifidum G.Forst. - Voir Hymenophyllum multifidum (G.Forst.) Sw.
- Trichomanes murilloanum A.Rojas - Subgen. : Trichomanes
- Trichomanes muscoides Sw. - Voir Didymoglossum hymenoides (Hedw.) Copel.
- Trichomanes muscoides Hook. & Grev.< - Voir Didymoglossum wesselsboeri Ebihara & Dubuisson - Homonyme de Trichomanes muscoides  Sw.
  - Trichomanes muscoides var. angustifrons (Fée) Christ - Voir Didymoglossum angustifrons Fée
  - Trichomanes muscoides var. cordifolium (Fée) Jenman - Voir Didymoglossum cordifolium Fée
  - Trichomanes muscoides var. major Jenman - Voir Didymoglossum cordifolium Fée
  - Trichomanes muscoides var. minor Jenman - Voir Didymoglossum cordifolium Fée
- Trichomanes musolense Brause - Voir Crepidomanes subgen. Crepidomanes section Gornocormus.
- Trichomanes myrioneuron Lindm. - Voir Didymoglossum myrioneuron (Lindm.) Copel.
- Trichomanes myriophyllum Desv. - Voir Abrodictyum rigidum (Sw.) Ebihara & Dubuisson
- Trichomanes myrioplasium Kunze - Voir Callistopteris apiifolia (C.Presl) Copel.

## N
- Trichomanes nanophyllum (Tagawa) C.V.Morton - Voir Crepidomanes nanophyllum Tagawa
- Trichomanes nanum (Bory) Hook. - Subgen. : Feea
- Trichomanes nanum Bosch - Voir Crepidomanes kurzii (Bedd.) Tagawa & K. Iwats. - Homonyme de Trichomanes nanum (Bory) Hook.
  - Trichomanes nanum var. australiense Domin - Voir Crepidomanes kurzii (Bedd.) Tagawa & K. Iwats.
- Trichomanes naseanum Christ - Voir Vandenboschia naseana (Christ) Ching
- Trichomanes naumanni Kuhn & Luerss. - Voir Polyphlebium endlicherianum (C.Presl) Ebihara & K.Iwats.
- Trichomanes neesii Blume - Voir Hymenophyllum neesii (Blume) Hook.
- Trichomanes neilgherrense Bedd. - Voir Nephrodium punctatum (Bedd.) C.S.P. Parish ex Bedd.  (Dryoptéridacée)
- Trichomanes nipponicum Nakai - Voir Vandenboschia nipponica (Nakai) Ebihara
- Trichomanes nitens (R.Br.) Poir. - Voir Hymenophyllum nitens R.Br.
- Trichomanes nitidulum Bosch - Voir Hymenophyllum nitidulum (Bosch) Ebihara & K.Iwats.
- Trichomanes niveum Burm. - Identification inconnue
- Trichomanes novo-guineense Brause - Voir genre Crepidomanes
- Trichomanes nudum Poir. - Voir genre Hymenophyllum subgen. Sphaerocionium
- Trichomanes nummularium (Bosch) C.Chr. - Voir Didymoglossum nummularium Bosch
- Trichomanes nymanii Christ - Voir Crepidomanes nymanii (Christ) Copel.

## O
- Trichomanes obscurum Blume - Voir Abrodictyum obscurum (Blume) Ebihara & K.Iwats.
- Trichomanes obtusum (Copel.) C.V.Morton - Voir genre Vandenboschia
- Trichomanes olivaceum Kunze - Voir Polyphlebium pyxidiferum (L.) Ebihara & Dubuisson
- Trichomanes omphalodes (Vieill. ex E.Fourn.) C.Chr. - Voir Didymoglossum tahitense (Nadeaud) Ebihara & K.Iwats.
- Trichomanes opacum Bosch - Subgen. : Davalliopsis
- Trichomanes orbiculare Christ - Voir genre Didymoglossum subgen. Didymoglossum
- Trichomanes orientale C.Chr. - Voir Vandenboschia orientalis (C.Chr.) Ching
  - Trichomanes orientale var. abbreviatum (Christ) Miyabe & Kudo - Voir Vandenboschia radicans var. abbreviata (Christ) Sa.Kurata
- Trichomanes ornatulum Bosch - Voir probablement genre Didymoglossum
- Trichomanes osmundoides DC. ex Poir. - Subgen. : Feea
- Trichomanes ovale (E.Fourn.) Wess.Boer - Voir Didymoglossum ovale E.Fourn.

## P
- Trichomanes pabstianum Müll.Berol. - Voir Didymoglossum pabstianum (Müll.Berol) Bosch
- Trichomanes pachycarpum Fée - Voir Hymenophyllum lineare (Sw.) Sw.
- Trichomanes pachyphlebium C.Chr. - Voir Abrodictyum pachyphlebium (C.Chr.) Bauret & Dubuisson
- Trichomanes pacificum Hedw. - Voir Hymenophyllum bivalve (G.Forst.) Sw.
- Trichomanes padronii Proctor - Subgen. : Trichomanes
- Trichomanes pallidum Blume - Voir Hymenophyllum pallidum (Blume) Ebihara & K.Iwats.
- Trichomanes palmatifidum Müll.Berol. - Voir Hymenophyllum palmatifidum (Müll.Berol.) Ebihara & K.Iwats.
- Trichomanes palmatum C.Presl - Voir Crepidomanes minutum (Blume) K.Iwats.
- Trichomanes palmicola Bosch - Voir Didymoglossum subgen. Microgonium
- Trichomanes palmifolium Hayata - Voir Crepidomanes palmifolium (Hayata) DeVol
- Trichomanes paniculatum Alderw. - Voir genre Crepidomanes subgen. Crepidomanes section Crepidomanes
- Trichomanes pannosum Ces. - Voir Didymoglossum tahitense (Nadeaud) Ebihara & K.Iwats.
- Trichomanes papillatum Müll.Berol. - Voir Abrodictyum obscurum (Blume) Ebihara & K.Iwats.
- Trichomanes pappei Kunze - Voir Abrodictyum tamarisciforme (Jacq.) Ebihara & Dubuisson
- Trichomanes papuanum Brause - Voir genre Didymoglossum subgen. Didymoglossum
- Trichomanes paradoxum Domin - Voir Didymoglossum exiguum (Bedd.) Copel.
- Trichomanes parviflorum Poir. - Voir Abrodictyum rigidum (Sw.) Ebihara & Dubuisson
- Trichomanes parvifolium (Baker) Copel. - Voir Crepidomanes parvifolium (Baker) K.Iwats.
- Trichomanes parvulum Poir. - Voir genre Hymenophyllum
- Trichomanes parvum Copel. - Voir Vandenboschia parva (Copel.) Copel.
- Trichomanes paucisorum R.C.Moran & B.Øllg. - Subgen. : Trichomanes
- Trichomanes pectinatum Poir. - Voir Humata pectinata (Sm.) Desv.
- Trichomanes pedicellatum Desv. - Subgen. : Lacostea
- Trichomanes pellucens Kunze - Subgen. : Trichomanes
- Trichomanes pellucidum C.Presl - Voir Trichomanes pellucens Kunze
- Trichomanes pellucidum Goldm. - Voir Vandenboschia rupestris (Raddi) Ebihara & K.Iwats.
- Trichomanes peltatum Poir. - Voir Hymenophyllum tunbridgense  var. peltatum (Poir.) Kuntze
- Trichomanes peltatum Baker - Voir Didymoglossum tahitense (Nadeaud) Ebihara & K.Iwats.
- Trichomanes pennatum Kaulf. - Voir Trichomanes pinnatum Hedw.
- Trichomanes perpusillum Alderw. - Voir Crepidomanes subgen. Crepidomanes sect. Crepidium
- Trichomanes pervenulosum Alderw. - Voir Crepidomanes pervenulosum (Alderw.) Copel.
- Trichomanes petersii A.Gray - Voir Didymoglossum petersii (A.Gray) Copel.
- Trichomanes philippianum J.W.Sturm - Voir Polyphlebium philippianum (J.W.Sturm) Ebihara & Dubuisson
- Trichomanes piliferum Alderw. - Voir genre Hymenophyllum
- Trichomanes pilosum Mart. - Voir Trichomanes martiusii C.Presl et Trichomanes plumula C.Presl - Deux espèces homonymes de Trichomanes pilosum Raddi ont été décrites sous le même nom par Martius
- Trichomanes pilosum Raddi - Subgen. : Trichomanes
- Trichomanes pinnatifidum Bosch - Voir Trichmanes polypdioides var. pinnatifidum (Bosch) Brade
- Trichomanes pinnatinervium Jenman - Voir Didymoglossum pinnatinervum (Jenman) Pic.Serm.
- Trichomanes pinnatum Hedw. - Subgen. : Trichomanes
  - Trichomanes pinnatum f. immersum (Bosch) Domin - Subgen. : Trichomanes
  - Trichomanes pinnatum f. stipitatum Domin - Subgen. : Trichomanes
  - Trichomanes pinnatum subvar. rhizophyllum (Cav.) Domin - Voir Trichomanes pinnatum var. rhizophyllum (Cav.) Alston
  - Trichomanes pinnatum var. hedwigii (Bosch) Domin - Subgen. : Trichomanes
  - Trichomanes pinnatum var. kaulfussii (Bosch) Domin - Subgen. : Trichomanes
  - Trichomanes pinnatum var. rhizophyllum (Cav.) Alston - Subgen. : Trichomanes
  - Trichomanes pinnatum var. vittaria (DC. ex Poir.) Hook. & Baker - Voir Trichomanes vittaria DC. ex Poir.
- Trichomanes platyderon E.Fourn. - Voir Abrodictyum dentatum (Bosch) Ebihara & K.Iwats.
- Trichomanes platyrachis Domin - Subgen. : Feea
- Trichomanes plicatum (Bosch) Bedd. - Voir Crepidomanes plicatum (Bosch) Ching
- Trichomanes pluma Hook. - Voir Abrodictyum pluma (Hook.) Ebihara & K.Iwats.
- Trichomanes plumosum Kunze - Subgen. : Trichomanes
- Trichomanes plumula C.Presl - Subgen. : Trichomanes
- Trichomanes poeppigii C.Presl - Subgen. : Trichomanes
- Trichomanes polyanthos Sw. - Voir Hymenophyllum polyanthos (Sw.) Sw.
- Trichomanes polyanthos (Hook. in Night.) Hook. - Voir Callistopteris polyantha (Hook. in Night.) Copel.
- Trichomanes polyodon Colenso - Voir Abrodictyum elongatum (A.Cunn.) Ebihara & K.Iwats.
- Trichomanes polyphlebius V.Marcano - Voir Trichomanes arbuscula Desv.
- Trichomanes polypodioides L. - Subgen. : Trichomanes
  - Trichomanes polypodioides var. incisum Farw. - Voir Didymoglossum krausii (Hook. & Grev.) C.Presl
  - Trichomanes polypodioides var. pinnatifidum (Bosch) Brade - Subgen. : Trichomanes
- Trichomanes polysperma Poir. - Voir Sphenomeris chusana (L.) Copel.
- Trichomanes polystromaticum Bierh. - Voir genre Abrodictyum subgen. Pachychaetum
- Trichomanes powellii Baker - Voir genre Crepidomanes
- Trichomanes preslianum Nakai - Voir Crepidomanes grande (Copel.) Ebihara & K.Iwats. Remplace l'homonyme Trichomanes millefolium C.Presl
- Trichomanes preslii C.V.Morton - Voir Cephalomanes javanicum var. asplenioides (C.Presl) K.Iwats. (synonyme de remplacement de l'homonyme : Trichomanes asplenioides C.Presl)
- Trichomanes prieurii Kunze - Subgen. : Davalliopsis
- Trichomanes procerum Fée - Voir genre Hymenophyllum subgen. sphaerocionium
- Trichomanes proliferum Blume - Voir Crepidomanes proliferum (Blume) Bostock
- Trichomanes pseudoarbuscula Alderw. - Voir genre Abrodictyum subgen. Pachychaetum
- Trichomanes pseudoblepharistomum Tagawa - Voir genre Crepidomanes subgen. Nesopteris
- Trichomanes pseudocapillatum Alderw. - Voir probablement genre Crepidomanes subgen. Crepidomanes section Crepidium
- Trichomanes pseudonymanii (Hosok.) C.V.Morton - Voir Crepidomanes pseudonymani Hosok.
- Trichomanes pseudoreptans (Rosenst.) Sehnem - Voir Didymoglossum hymenoides (Hedw.) Copel.
- Trichomanes ptilodes Bosch - Voir : Trichomanes alatum var. ptilodes Domin
- Trichomanes pulchellum Salisb. - Voir Hymenophyllum tunbridgense (L.) Sm.
- Trichomanes pulcherrimum Copel. - Voir Crepidomanes aphlebioides (Christ) I.M.Turner
- Trichomanes pumilum Bosch - Voir Abrodictyum subgen. Pachychaetum sp.
- Trichomanes punctatum Poir. - Voir Didymoglossum punctatum (Poir.) Desv.
  - Trichomanes punctatum subsp. floridanum Wess.Boer - Voir Didymoglossum punctatum (Poir.) Desv.
  - Trichomanes punctatum subsp. labiatum (Jenman) Wess.Boer - Voir Didymoglossum punctatum (Poir.) Desv.
  - Trichomanes punctatum subsp. sphenoides (Kunze) Wess.Boer - Voir Didymoglossum punctatum (Poir.) Desv.
- Trichomanes pusillum Sw. - Voir Didymoglossum pusillum (Sw.) Desv.
  - Trichomanes pusillum var. macropus Christ - Voir Didymoglossum pusillum (Sw.) Desv.
  - Trichomanes pusillum var. quercifolium (Hook. & Grev.) John Gilbert Baker - Voir Didymoglossum montanum (Hook.) J.P.Roux
- Trichomanes pygmaeum C.Chr. - Voir Didymoglossum pygmaeum (C.Chr.) Ebihara & Dubuisson
- Trichomanes pyramidale Wall. - Voir Abrodictyum cupressoides (Desv.) Ebihara & Dubuisson
- Trichomanes pyxidiferum L. - Voir Polyphlebium pyxidiferum (L.) Ebihara & Dubuisson 
  - Trichomanes pyxidiferum f. gracile Rosenst. - Voir Polyphlebium pyxidiferum (L.) Ebihara & Dubuisson
  - Trichomanes pyxidiferum f. majus Taton - Voir Crepidomanes inopinatum var. majus (Taton) J.P.Roux
  - Trichomanes pyxidiferum var. brasiliense (Desv.) Luetzelb. - Voir Polyphlebium pyxidiferum (L.) Ebihara & Dubuisson
  - Trichomanes pyxidiferum var. debile (Bosch) Sodiro - Voir Polyphlebium pyxidiferum (L.) Ebihara & Dubuisson
  - Trichomanes pyxidiferum var. limbatum Wall. - Voir Crepidomanes schmidtianum (Zenker ex Taschner) K.Iwats.
  - Trichomanes pyxidiferum var. organense Rosenst. - Voir Polyphlebium pyxidiferum (L.) Ebihara & Dubuisson
  - Trichamenes pyxidiferum var. melanotrichum (Schltdl.) Schelpe - Voir Crepidomanes melanotrichum (Schltdl.) J.P.Roux

## Q
- Trichomanes quelpaertense Nakai - Voir Vandenboschia × quelpaertensis (Nakai) Ebihara
- Trichomanes quercifolium Hook. & Grev. - Voir Didymoglossum montanum (Hook.) J.P.Roux
- Trichomanes quercifolium Desv. - Voir Trichomanes polypodioides L.

## R
- Trichomanes racemulosum Bosch - Voir Abrodictyum obscurum (Blume) Ebihara & K.Iwats.
- Trichomanes radicans Sw. - Voir Vandenboschia radicans (Sw.) Copel. 
  - Trichomanes radicans var. anceps (Wall.) C.B.Clarke - Voir Vandenboschia anceps (Wall.) Subh.Chandra & S.Kaur
  - Trichomanes radicans var. antillarum (Bosch) Proctor - Voir Vandenboschia radicans (Sw.) Copel. (variété)
  - Trichomanes radicans var. birmanicum  (Bedd.) C.Chr. - Voir Vandenboschia birmanica (Bedd.) Ching
  - Trichomanes radicans var. kunzeanum (Hook.) Duek & Lellinger - Voir Vandenboschia radicans (Sw.) Copel. (variété)
  - Trichomanes radicans var. luschnathianum (C.Presl) Baker - Voir Vandenboschia rupestris (Raddi) Ebihara & K.Iwats.
  - Trichomanes radicans var. mexicanum (Bosch) Lellinger - Voir Vandenboschia radicans (Sw.) Copel. (variété)
  - Trichomanes radicans var. orientalis (C.Chr.) Lellinger - Voir Vandenboschia orientalis (C.Chr.) Ching
  - Trichomanes radicans var. repens (Schott) A.Samp. - Voir Vandenboschia radicans (Sw.) Copel. (variété)
- Trichomanes ramitrichum Faden - Voir Crepidomanes ramitrichum (Faden) Beentje
- Trichomanes rarum (R.Br.) Poir. - Voir Hymenophyllum rarum R.Br.
- Trichomanes recedens Rosenst. - Voir Crepidomanes christii (Copel.) Copel.
- Trichomanes reniforme G.Forst. - Voir Hymenophyllum nephrophyllum Ebihara & K.Iwats.
- Trichomanes repens Schott - Voir Vandenboschia radicans (Sw.) Copel. (variété)
  - Trichomanes repens var. stipitatum J.W.Sturm - Voir Vandenboschia radicans (Sw.) Copel. (variété)
- Trichomanes reptans Sw. - Voir Didymoglossum reptans (Sw.) C.Presl
  - Trichomanes reptans var. quercifolium (Hook. & Grev.) E.Fourn. - Voir Didymoglossum montanum (Hook.) J.P.Roux
- Trichomanes resinosum R.C.Moran - Subgen. : Davalliopsis
- Trichomanes retusum (Copel.) C.V.Morton - Voir genre Hymenophyllum subgen. Pleuromanes
- Trichomanes rhipidophyllum Sloss. - Voir Didymoglossum rhipidophyllum (Sloss.) Pic.Serm.
- Trichomanes rhizophyllum Cav. - Voir Trichomanes pinnatum var. rhizophyllum (Cav.) Alston
- Trichomanes rhomboidale Christ - Voir Cephalomanes atrovirens C.Presl
- Trichomanes rhomboideum J.Sm. - Voir Cephalomanes atrovirens C.Presl
- Trichomanes ribae Pacheco - Subgen. : Indéterminé
- Trichomanes ridleyi Copel. - Voir genre Hymenophyllum subgen. Sphaerocionium
- Trichomanes rigidum Sw. - Voir Abrodictyum rigidum (Sw.) Ebihara & Dubuisson
  - Trichomanes rigidum var. firmulum (C.Presl) Brade - Voir Abrodictyum rigidum (Sw.) Ebihara & Dubuisson
  - Trichomanes rigidum var. laxum F.M.Bailey - Voir Abrodictyum rigidum (Sw.) Ebihara & Dubuisson
  - Trichomanes rigidum var. mandioccanum (Raddi) Hieron. - Voir Abrodictyum rigidum (Sw.) Ebihara & Dubuisson
  - Trichomanes rigidum var. setiloba F.Muell. - Voir Abrodictyum rigidum (Sw.) Ebihara & Dubuisson
- Trichomanes robinsonii Hook. - Voir Didymoglossum montanum (Hook.) J.P.Roux
- Trichomanes robustum E.Fourn. - Subgen. : Trichomanes
- Trichomanes roemerianum Rosenst. - Voir genre Crepidomanes subgen. Nesopteris
- Trichomanes roraimense Jenman - Subgen. : Trichomanes
- Trichomanes rosenstockii Alderw. - Voir Cephalomanes singaporianum Bosch
- Trichomanes rothertii Alderw. - Voir Crepidomanes rothertii (Alderw.) Copel.
- Trichomanes rotundifolium Bonap. - Voir Didymoglossum rotundifolium (Bonap.) J.P.Roux
- Trichomanes rupestre (Raddi) Bosch - Voir Vandenboschia rupestris (Raddi) Ebihara & K.Iwats. 
  - Trichomanes rupestre var. frondosum (Fée) Luetzelb. - Voir Vandenboschia rupestris (Raddi) Ebihara & K.Iwats.
  - Trichomanes rupestre var. laetevirens (Fée) Luetzelb. - Voir Vandenboschia radicans (Sw.) Copel.
- Trichomanes rupicola Racib. - Voir Crepidomanes rupicola (Racib.) Copel.
- Trichomanes ruwenzoriense Taton - Voir Crepidomanes ruwenzoriense (Taton) J.P.Roux

## S
- Trichomanes samoense C.Chr. - Voir genre Crepidomanes subgen. Crepidomanes section Crepidomanes
- Trichomanes sandvicense Bosch - Voir Vandenboschia davallioides (Gaudich.) Copel.
- Trichomanes sanguinolentum G.Forst. - Voir Hymenophyllum sanguinolentum (G.Forst.) Sw.
- Trichomanes sarawakensis (K.Iwats.) J.P.Croxall - Voir Crepidomanes sarawakense K.Iwats.
- Trichomanes savaiense Lauterb. - Voir Hymenophyllum pallidum (Blume) Ebihara & K.Iwats.
- Trichomanes saxatile T.Moore - Voir Abrodictyum obscurum (Blume) Ebihara & K.Iwats.
- Trichomanes saxifragoides C.Presl - Voir Crepidomanes saxifragoides (C.Presl) Thapa
- Trichomanes sayeri (F.Muell. & Baker) F.Muell. & Baker - Voir genre Didymoglossum subgen. Didymoglossum
- Trichomanes scandens L. - Subgen. : Trichomanes
- Trichomanes schaffneri (Schltdl.) E.Fourn. - Voir Didymoglossum reptans var. schaffneri (Schltdl.) E.Fourn.
- Trichomanes schiedeanum Fée - Voir Polyphlebium angustatum (Carmich.) Ebihara & Dubuisson - Homonyme.
- Trichomanes schiedeanum Müll.Berol. - Voir Polyphlebium capillaceum (L.) Ebihara & Dubuisson
  - Trichomanes schiedeanum var. brazilianum (Desv.) Fée - Voir Polyphlebium pyxidiferum (L.) Ebihara & Dubuisson
- Trichomanes schlechteri Brause - Voir Abrodictyum schlechteri (Brause) Ebihara & K.Iwats.
- Trichomanes schmidtianum Zenker ex Taschner - Voir Crepidomanes schmidtianum (Zenker ex Taschner) K.Iwats.
- Trichomanes schomburgkianum J.W.Sturm - Subgen. : Trichomanes
- Trichomanes schomburgkii Bosch - Subgen. : Trichomanes
- Trichomanes schultzei Brause - Voir genre Abrodictyum subgen. Abrodictyum
- Trichomanes seemannii Carrière - Voir Abrodictyum dentatum (Bosch) Ebihara & K.Iwats.
- Trichomanes sellowianum C.Presl - Subgen. : Trichomanes
  - Trichomanes sellowianum f. decrescens (Rosenst.) Brade - Voir Trichomanes sellowianum  var. decrescens Rosenst.
- Trichomanes sellowianum var. decrescens Rosenst. - Subgen. : Trichomanes
- Trichomanes sericeum Sw. - Voir Hymenophyllum sericeum (Sw.) Sw.
- Trichomanes serratifolium Rosenst. - Voir genre Polyphlebium
- Trichomanes serratulum Baker - Voir Hymenophyllum lobbii T.Moore
- Trichomanes serricula Fée - Subgen. : Trichomanes
- Trichomanes setaceum Bosch - Voir Abrodictyum setaceum (Bosch) Ebihara & Dubuisson
- Trichomanes setiferum Baker ex Jenman - Voir genre Didymoglossum subgen Didymoglossum
- Trichomanes setigerum Backh. - Voir Abrodictyum setaceum (Bosch) Ebihara & Dubuisson
- Trichomanes setigerum Wall. - Voir Cephalomanes atrovirens (Blume) Bosch.
- Trichomanes setilobum F.Muell. - Voir Abrodictyum rigidum (Sw.) Ebihara & Dubuisson
- Trichomanes siamense Christ - Voir Abrodictyum obsucurum var. siamense (Christ) K.Iwats.
- Trichomanes sibthorpioides Bory - Voir Hymenophyllum sibthorpioides (Bory) Mett.
- Trichomanes singaporianum (Bosch) Alderw. - Voir Cephalomanes singaporianum Bosch
- Trichomanes sinuatum Bonap. - Voir Didymoglossum sinuatum (Bonap.) Ebihara & Dubuisson
- Trichomanes sinuosum Rich. ex Willd. - Voir Trichomanes polypodioides L.
  - Trichomanes sinuosum var. pinnatifidum (Bosch) Christ - Voir Trichomanes polypodioides var. pinnatifidum (Bosch) Brade
- Trichomanes smithii Hook. - Voir Abrodictyum cumingii C.Presl
- Trichomanes sociale (Fée) Lindm. - Voir Didymoglossum sociale Fée
- Trichomanes societense J.W.Moore - Voir Callistopteris polyantha (Hook. in Night.) Copel.
- Trichomanes solidum G.Forst. - Voir genre Davallia
- Trichomanes solitarium Jenman - Voir Didymoglossum punctatum (Poir.) Desv.
- Trichomanes somai Nakai - Voir Vandenboschia naseana (Christ) Ching
- Trichomanes sonderi Bosch - Subgen. : Lacostea
- Trichomanes speciosum Willd. - Voir Vandenboschia speciosa (Willd.) G.Kunkel
- Trichomanes spectabile Klotzsch - Subgen. : Trichomanes
- Trichomanes sphenoides Kunze - Voir Didymoglossum punctatum (Poir.) Desv. 
  - Trichomanes sphenoides var. minor Rosenst. - Voir Didymoglossum punctatum (Poir.) Desv.
- Trichomanes spicatum Hedw. ex Hook. - Subgen. : Feea
- Trichomanes spicisorum Desv. - Subgen. : Feea
- Trichomanes spinulosum Phil. - Voir Hymenophyllum dicranotrichum (C.Presl) Sadeb.
- Trichomanes splendidum Bosch - Subgen. : Trichomanes
- Trichomanes spruceanum Hook. - Subgen. : Trichomanes
- Trichomanes sprucei Baker - Voir Abrodictyum sprucei (Baker) Ebihara & Dubuisson
- Trichomanes squarrosum G.Forst. - Voir Dicksonia squarrosa (G.Forst.) Sw.
- Trichomanes stenosiphon Christ - Voir Vandenboschia × stenosiphon (Christ) Copel.
- Trichomanes steyermarkii P.G.Windisch & A.R.Sm. - Subgen. : Trichomanes
- Trichomanes striatum D.Don - Possible reclassement dans le genre Vandenboschia
- Trichomanes strictum Menzies ex Hook. & Grev. - Voir Abrodictyum strictum (Menzies ex Hook. & Grev.) Ebihara & K.Iwats.
- Trichomanes strigosum Thunb. - Voir Microlepia strigosa (Thunb.) C.Presl
- Trichomanes stylosum Poir. - Voir Abrodictyum stylosum (Poir.) J.P.Roux
- Trichomanes subclathratum (K.Iwats.) C.V.Morton - Voir Vandenboschia subclathrata K. Iwats.
- Trichomanes subdeltoideum C.Chr. - Voir Abrodictyum sprucei (Baker) Ebihara & Dubuisson
- Trichomanes subexsertum Bosch - Voir Polyphlebium angustatum (Carmich.) Ebihara & Dubuisson
- Trichomanes sublabiatum Bosch - Subgen. : Trichomanes
- Trichomanes sublimbatum Müll.Berol. & Copel. - Voir Didymoglossum sublimbatum (Müll.Berol.) Ebihara & K.Iwats.
- Trichomanes subpinnatifidum Bosch - Voir genre Crepidomanes subgen. Crepidomanes section Gonocormus
- Trichomanes subsessile Splitg. - Voir Trichomanes pedicellatum Desv
- Trichomanes subsessile Mett. - Voir Crepidomanes mettenii (C.Chr.) Ebihara & Dubuisson
- Trichomanes subtilissimum Brause - Voir genre Crepidomanes subgen Crepidomanes section Gonocormus
- Trichomanes subtrifidum Matthew & Christ - Voir Crepidomanes minutum (Blume) K.Iwats.
- Trichomanes suffrutex Alderw. - Voir Cephalomanes densinervium (Copel.) Copel.
- Trichomanes sumatranum Alderw. - Voir Cephalomanes javanicum var. sumatranum (Alderw.) K.Iwats.
- Trichomanes superbum Bosch - Voir Callistopteris superba (Backh. ex T.Moore) Ebihara & K.Iwats

## T
- Trichomanes taeniatum Copel. - Voir genre Hymenophyllum subgen Sphaerocionium
- Trichomanes tagawanum (K.Iwats.) C.V.Morton - Voir Crepidomanes tagawanum K.Iwats.
- Trichomanes tahitense Nadeaud - Voir Didymoglossum tahitense (Nadeaud) Ebihara & K.Iwats.
- Trichomanes tamarisciforme Jacq. - Voir Abrodictyum tamarisciforme (Jacq.) Ebihara & Dubuisson
- Trichomanes tamariscinum Bory - Voir Abrodictyum tamarisciforme (Jacq.) Ebihara & Dubuisson
- Trichomanes tanaicum J.W.Sturm - Subgen. : Lacostea
- Trichomanes tenellum Hedw. - Voir Polyphlebium capillaceum (L.) Ebihara & Dubuisson  - Remplace l'homonyme Trichomanes trichoideum Sw.
- Trichomanes tenerum Spreng. - Voir Polyphlebium angustatum (Carmich.) Ebihara & Dubuisson
- Trichomanes tenue Brack. - Voir Polyphlebium endlicherianum (C.Presl) Ebihara & K.Iwats.
- Trichomanes tenuifolium Burm.f. - Voir Cheilosoria tenuifolia (Burm.f.) Trev.
- Trichomanes tenuifolium Cav. - Voir Crepidomanes grande (Copel.) Ebihara & K.Iwats.
- Trichomanes tenuissimum Bosch - Voir genre Polyphlebium
- Trichomanes tereticaulum Ching - Voir Abrodictyum obsucurum var. siamense (Christ) K.Iwats.
- Trichomanes teysmanni Bosch - Voir Crepidomanes minutum (Blume) K.Iwats.
- Trichomanes thouarsianum C.Presl - Voir genre Hymenophyllum subgen. Hymenophyllum
- Trichomanes thuioides Desv. - Voir Abrodictyum stylosum (Poir.) J.P.Roux
- Trichomanes thysanostomum Makino - Voir Crepidomanes thysanostomum (Makino) Ebihara & K.Iwats.
- Trichomanes titibuense (H.Ito) C.V.Morton - Voir Crepidomanes schmidtianum (Zenker ex Taschner) K.Iwats.
- Trichomanes tomaniiviense Brownlie - Voir genre Hymenophyllum subgen Sphaerocionium
- Trichomanes torotumani Vareschi - Subgen. : Lacostea
- Trichomanes tosae Christ ex Matsum. - Voir Crepidomanes makinoi  var. tosae (Christ ex Matsum.) K.Iwats.
- Trichomanes tranninense Fée - Voir Polyphlebium pyxidiferum (L.) Ebihara & Dubuisson
- Trichomanes translucens Kunze - Voir genre Polyphlebium
- Trichomanes trichodes Sw. - Voir Polyphlebium capillaceum (L.) Ebihara & Dubuisson
- Trichomanes trichoideum Sw. - Voir Polyphlebium capillaceum (L.) Ebihara & Dubuisson
- Trichomanes trichophorum Alderw. - Voir Hymenophyllum trichophorum (Alverw.) Ebihara & K.Iwats.
- Trichomanes trichophyllum T.Moore - Voir genre Abrodictyum subgen. Pachychaetum
- Trichomanes trichopodium A.Rojas - Subgen. : Trichomanes
- Trichomanes trigonum Desv. - Subgen. : Trichomanes
  - Trichomanes trigonum var. fimbriatum (Backh.) Proctor - Voir Trichomanes fimbriatum Backh. ex T.Moore
- Trichomanes trinerve Baker - Voir Crepidomanes mannii (Hook.) J.P.Roux
- Trichomanes trinitense Domin - Voir Trichomanes accedens var. trinitense (Domin) Domin
- Trichomanes trollii Bergdolt - Subgen. : Feea
- Trichomanes truncatum (Copel.) C.V.Morton - Voir Abrodictyum subgen. Abrodictyum
- Trichomanes tuerckheimii Christ - Subgen. : Lacostea
- Trichomanes tunbrigense L. - Voir Hymenophyllum tunbrigense (L.) Sm.

## U
- Trichomanes ujhelyii Kümmerle - Subgen. : Trichomanes
- Trichomanes ulei Christ - Voir genre Polyphlebium
- Trichomanes umbrosum Wall. - Voir Vandenboschia radicans (Sw.) Copel.
- Trichomanes undulatum Bosch - Voir Trichomanes vandenboschii P.G. Windisch - Homonyme illégal
- Trichomanes undulatum Sw. - Voir Hymenophyllum undulatum (Sw.) Sw.
- Trichomanes uniflorum Cav. - Possible reclassement dans le genre Crepidomanes, sous-genre Nesopteris

## V
- Trichomanes vamana C.A.Hameed & Madhus. - Voir Didymoglossum subgen. Microgonium
- Trichomanes vandenboschii P.G.Windisch - Subgen. : Trichomanes
- Trichomanes varians Alderw. - Voir Didymoglossum subgen. Microgonium
- Trichomanes vaupelii Brause - Voir genre Crepidomanes subgen. Crepidomanes
- Trichomanes vaupesensis Lellinger - Subgen. : Trichomanes
- Trichomanes venosum R.Br. - Voir Polyphlebium venosum (R.Br) Copel
- Trichomanes venulosum (Rosenst.) Copel. - Voir Crepidomanes bipunctatum var venulosum (Rosenst.) Croxall
- Trichomanes venustulum Colenso - Voir Polyphlebium venosum (R.Br) Copel
- Trichomanes venustum Desv. - Voir Vandenboschia rupestris (Raddi) Ebihara & K.Iwats. 
  - Trichomanes venustum var. monomorphum Christ - Voir Vandenboschia rupestris (Raddi) Ebihara & K.Iwats.
- Trichomanes vestitum Baker - Voir genre Hymenophyllum subgen. Hymenophyllum
- Trichomanes vieillardii Bosch - Voir Polyphlebium vieillardii (Bosch) Ebihara & K.Iwats.
- Trichomanes villosulum Wall. - Voir Salvinia natans (L.) All.
- Trichomanes virgatulum Bosch - Voir genre Vandenboschia sugben. Vandenboschia
- Trichomanes viridans Mett. - Voir Crepidomanes subgen. Crepidomanes section Crepidomanes
- Trichomanes vitiense Hook. ex Baker - Voir Crepidomanes vitiense (Hook. ex Baker) Bostock
- Trichomanes vittaria DC. - Subgen. : Trichomanes
- Trichomanes volubile Vell. - Subgen. : Lacostea

## W
- Trichomanes walleri Watts - Voir Crepidomanes walleri (Watts) Tindale
- Trichomanes wallii Thwaites - Voir Didymoglossum wallii (Thwaites) Copel.
- Trichomanes warburgii Christ - Voir genre Abrodictyum subgen. Abrodictyum
- Trichomanes weddellii Bosch - Subgen. : Davalliopsis
- Trichomanes werneri Rosenst. - Voir Polyphlebium werneri (Rosenst.) Ebihara & K.Iwats.
- Trichomanes wildii F.M.Bailey - Voir Crepidomanes humile (G.Forst.) Bosch
- Trichomanes windischianum Lellinger - Voir Abrodictyum sprucei (Baker) Ebihara & Dubuisson

## Y
- Trichomanes yandinense F.M.Bailey - Voir Didymoglossum bimarginatum (Bosch) Ebihara & K.Iwats.

## Z
- Trichomanes zollingeri Bosch - Voir Cephalomanes javanicum (Blume) K.Iwats.